# Cap Gloucester
Le cap Gloucester (également connu sous le nom de Tuluvu) est un promontoire situé au nord de l'extrême ouest de l'île de Nouvelle-Bretagne, en Papouasie-Nouvelle-Guinée.

## Histoire
Pendant la Seconde Guerre mondiale, les Japonais ont capturé la Nouvelle-Bretagne et chassé la majeure partie de la population indigène du cap Gloucester pour construire deux aérodromes. Au cours de la campagne de Nouvelle-Bretagne, les forces américaines ont décidé de capturer le cap Gloucester pour ses deux aérodromes, afin d'aider les attaques planifiées contre la garnison de Rabaul, une zone importante de la Nouvelle-Bretagne. Il est devenu le site de la bataille du cap Gloucester, dans le cadre de l'opération Cartwheel, en 1943. Après de longs combats sous la pluie contre les Japonais, la 1re division des Marines sécurisa la zone. Après la guerre, le promontoire fut rendu aux indigènes.